# Soziedad alkoholika (álbum)
Soziedad Alkoholika es el nombre del primer disco del grupo Soziedad Alkoholika lanzado en 1991.

## Canciones
| N.º | Título                           | Duración |  |
| 1.  | «Ni por favor ni hostias»        |          |  |
| 2.  | «Perra vida»                     |          |  |
| 3.  | «Pelota»                         |          |  |
| 4.  | «Nos vimos en Berlín»            |          |  |
| 5.  | «Como una piedra»                |          |  |
| 6.  | «Que no te hagan llorar»         |          |  |
| 7.  | «¿De qué murió mi abuela?»       |          |  |
| 8.  | «Ciencia asesina»                |          |  |
| 9.  | «Civilización degeneración»      |          |  |
| 10. | «Abre la boca»                   |          |  |
| 11. | «Contra la agresión, castración» |          |  |
| 12. | «Amnesia»                        |          |  |
| 13. | «S.H.A.K.T.A.L.E.»               |          |  |
| 14. | «Rockanblues»                    |          |  |

## Formación
- Juan - voz
- Jimmy - guitarra
- Pedro - guitarra
- Iñaki - bajo
- Roberto - batería